# Capnoptera
Capnoptera är ett släkte av tvåvingar. Capnoptera ingår i familjen fritflugor.
Kladogram enligt Catalogue of Life:
| Capnoptera | \| \| Capnoptera breviantennata \| \| \| \| \| \| Capnoptera pilosa \| \| \| \| \| \| Capnoptera scutata \| \| \| \| |
|            | \| \| Capnoptera breviantennata \| \| \| \| \| \| Capnoptera pilosa \| \| \| \| \| \| Capnoptera scutata \| \| \| \| |
|            | Capnoptera breviantennata                                                                                            |
|            | |
|            | Capnoptera pilosa |
|            | |
|            | Capnoptera scutata                                                                                                   |
|            | |